# ککلیک‌دوزو (بتلیس)
ککلیک‌دوزو (به ترکی استانبولی: Keklikdüzü) یک منطقهٔ مسکونی در ترکیه است که در بیتلیس واقع شده‌است. ککلیک‌دوزو ۳۲۳ نفر جمعیت دارد.